# Lista de prefeitos de Cacimbinhas

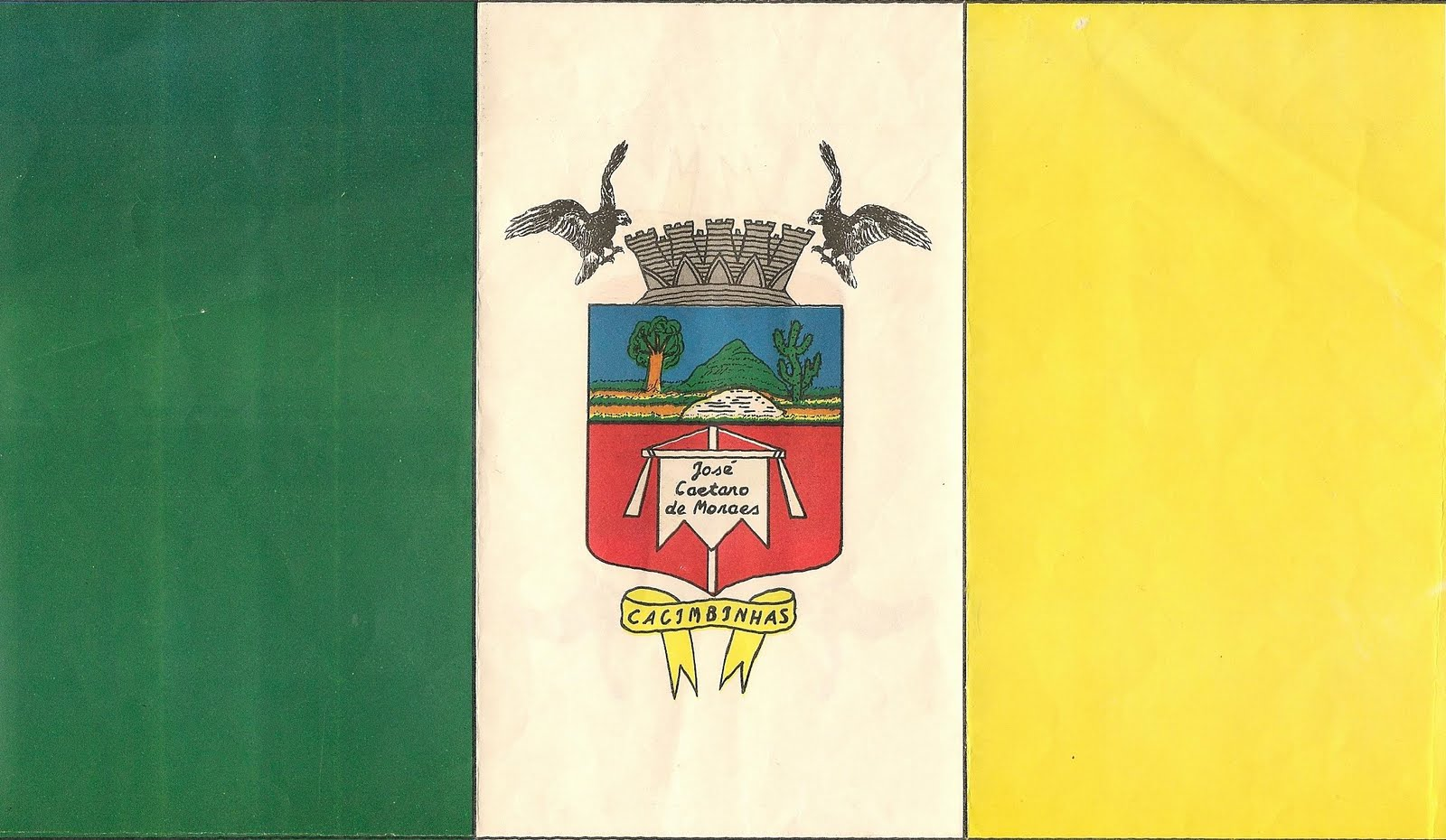
Bandeira oficial de Cacimbinhas.

Esta lista de prefeitos de Cacimbinhas compreende todas as pessoas que exerceram a chefia do poder executivo no município desde a Emancipação Política de Cacimbinhas, em 19 de setembro de 1958.
O cargo de prefeito foi criado em 11 de abril de 1835, pela assembleia provincial paulista, em reação aos amplos poderes conferidos pelo Código de Processo Criminal de 1832 às câmaras municipais. Seguiram o exemplo paulista seis províncias do nordeste brasileiro (Alagoas, Ceará, Maranhão, Paraíba, Pernambuco e Sergipe).
Sob a vigente ordem constitucional, essa designação é dada ao funcionário público do Poder Executivo municipal, que exerce seu cargo em função de uma legislatura (mandato), sendo para tanto eleito a cada quatro anos, podendo ser reeleito por mais 4 anos (segundo mandato).
Funções
O poder executivo municipal chefia a administração e comanda os serviços públicos, tendo como comandante o prefeito.
A partir da constituição brasileira de 1934, o cargo de prefeito passou a ser o único, em todo o Brasil, ao qual estão atribuídas as funções de chefe do poder executivo do governo local, em simetria aos chefes dos executivos da União e do estado, portanto, em forma monocrática. Este texto quer dizer que deverá haver harmonia e integração de ação entre as esferas envolvidas sem a intervenção de uma na outra, exceto nos casos previstos na Constituição Federal.
Eleições
O prefeito é eleito por sufrágio universal, secreto, direto, em pleito simultâneo em todo o País, realizado a cada quatro anos, no primeiro domingo de outubro.
E trinta dias após tem lugar o segundo turno, se o eleito em primeiro lugar não atingir 50% dos votos válidos mais um voto, no caso de municípios com mais de duzentos mil eleitores.
Conforme a legislação eleitoral atual no Brasil para tornar-se elegível, exige-se uma série de requisitos;
- Possuir nacionalidade brasileira ou portuguesa (neste caso, o cidadão português deve se encontrar amparado pelo Estatuto de Igualdade entre Portugueses e Brasileiros),
- Título de eleitor em dia e estar em gozo pleno do exercício dos direitos políticos,
- Domicilio eleitoral na circunscrição na qual o candidato se apresenta,
- Filiação partidária,
- Ser alfabetizado (tópico invalidado pela atual constituição brasileira de 1988),
- Desincompatibilização de cargo público — Se ocupa um cargo público deve sair seis meses antes das eleições e voltar caso possa só após seis meses ao pleito eleitoral,
- Renúncia de outro mandado até seis meses antes do pleito e não ser parente afim ou consangüíneo, até segundo grau, ou cônjuge de titular de cargo eletivo; pode, entretanto, ser candidato à reeleição (artigo 14 da Constituição),
- Ter idade mínima de 21 anos.

| Nº | Prefeito                      | Fotografia                                     | Período do mandato                               | Partido                                        | Vice-prefeito(s)                     | Referências e notas           | Eleição                                    |
| -- | ----------------------------- | ---------------------------------------------- | ------------------------------------------------ | ---------------------------------------------- | ------------------------------------ | ----------------------------- | ------------------------------------------ |
| 1  | Simão José Januário           |                                                | 1º de fevereiro de 1959 – 31 de janeiro de 1961  | Nenhum                                         | Nenhum                               | [ nota 1 ] [ 3 ]              | Emancipação Política de Cacimbinhas (1958) |
| 2  | Robson Tavares Mendes         |                                                | 1º de fevereiro de 1961 – 10 de março de 1961    | Partido Social Progressista (PSP)              | José Ferreira de Albuquerque         | [ nota 2 ] [ 4 ]              | 1960                                       |
| 3  | José Ferreira de Albuquerque  |                                                | 10 de março de 1961 – 24 de maio de 1961         | Partido Social Progressista (PSP)              | Nenhum                               | [ nota 3 ] [ 5 ]              | –                                          |
| —  | Ausência (25 de maio de 1961) | Ausência (25 de maio de 1961)                  | Ausência (25 de maio de 1961)                    | Ausência (25 de maio de 1961)                  | Ausência (25 de maio de 1961)        | Ausência (25 de maio de 1961) |                                            |
| 4  | Renato Benjoino Reis          |                                                | 26 de maio de 1961 – 31 de janeiro de 1962       | União Democrática Nacional (UDN)               | Nenhum                               |                               | –                                          |
| 5  | João Vitor da Silva           |                                                | 1º de fevereiro de 1962 – 23 de novembro de 1962 | Partido Democrata Cristão (PDC)                | Nenhum                               |                               | –                                          |
| 6  | Robson Tavares Mendes         |                                                | 24 de novembro de 1962 – 7 de março de 1963      | Partido Social Progressista (PSP)              |                                      |                               | 1960                                       |
| 7  | Letícia Cavalcante Amorim     |                                                | 8 de março de 1963 – 9 de outubro de 1963        | União Democrática Nacional (UDN)               | Nenhum                               |                               | –                                          |
| 8  | José Calazans Cavalcante      |                                                | 10 de outubro de 1963 – 31 de janeiro de 1966    | União Democrática Nacional (UDN)               | Manoel Ferreira Filho                |                               | 1963                                       |
| 9  | Simão José Januário           |                                                | 1º de fevereiro de 1966 – 31 de janeiro de 1970  | Partido Social Progressista (PSP)              | José Brás Amorim                     |                               | 1965                                       |
| 10 | Sebastião Batalha Xavier      |                                                | 1º de fevereiro de 1970 – 31 de janeiro de 1973  | Aliança Renovadora Nacional (ARENA)            | José Targino Wanderley               |                               | 1969                                       |
| 11 | José Soares Silva             |                                                | 1º de fevereiro de 1973 – 31 de janeiro de 1977  | Aliança Renovadora Nacional (ARENA)            | João Batista Tavares                 |                               | 1972                                       |
| 12 | Roberto Ferreira Wanderley    |                                                | 1º de fevereiro de 1977 – 31 de janeiro de 1983  | Aliança Renovadora Nacional (ARENA)            | Geraldo Vieira de Góes               |                               | 1976                                       |
| 13 | José Gonzaga Benjoino         |                                                | 1º de fevereiro de 1983 – 31 de janeiro de 1989  | Partido Democrático Social (PDS)               | Lourival Elias da Silva              |                               | 1982                                       |
| 14 | Roberto Ferreira Wanderley    |                                                | 1º de fevereiro de 1989 – 31 de dezembro de 1992 | Partido da Frente Liberal (PFL)                | Jorge Luiz Gonzaga Amorim            |                               | 1988                                       |
| 15 | Jorge Luiz Gonzaga Amorim     |                                                | 1º de janeiro de 1993 – 31 de dezembro de 1996   | Partido da Frente Liberal (PFL)                | Fernando Roberto Gonzaga de Oliveira |                               | 1992                                       |
| 16 | Noêmia Ferreira Wanderley     |                                                | 1º de janeiro de 1997 – 31 de dezembro de 2000   | Partido da Frente Liberal (PFL)                | Maria do Carmo Gonzaga de Oliveira   |                               | 1996                                       |
| 17 | Jorge Luiz Gonzaga Amorim     |                                                | 1º de janeiro de 2001 – 31 de dezembro de 2004   | Partido da Social Democracia Brasileira (PSDB) | Alfredo Moraes Brandão Filho         |                               | 1999                                       |
| 17 | Jorge Luiz Gonzaga Amorim     | 1º de janeiro de 2005 – 31 de dezembro de 2008 | Alfredo Moraes Brandão Filho                     | Partido da Social Democracia Brasileira (PSDB) |                                      | 2004                          |                                            |
| 18 | Roberto Ferreira Wanderley    |                                                | 1º de janeiro de 2009 – 25 de junho de 2009      | Movimento Democrático Brasileiro (MDB)         | Wladimir Araújo Wanderley            |                               | 2008                                       |
| 19 | Wladimir Araújo Wanderley     |                                                | 26 de junho de 2009 – 26 de fevereiro de 2010    | Movimento Democrático Brasileiro (MDB)         | Nenhum                               |                               | –                                          |
| 20 | Roberto Ferreira Wanderley    |                                                | 27 de fevereiro de 2010 – 31 de dezembro de 2012 | Movimento Democrático Brasileiro (MDB)         | Wladimir Araújo Wanderley            |                               | 2008                                       |
| 20 | Roberto Ferreira Wanderley    | 1º de janeiro de 2013 – 31 de dezembro de 2016 | Antônio Simão Barbosa                            | Movimento Democrático Brasileiro (MDB)         |                                      | 2012                          |                                            |
| 21 | Hugo Wanderley                |                                                | 1º de janeiro de 2017 – 31 de dezembro de 2020   | Movimento Democrático Brasileiro (MDB)         | João Vitor Barros Amorim             | [ 15 ] [ 16 ]                 | 2016                                       |
| 21 | Hugo Wanderley                | 1º de janeiro de 2021 – 31 de dezembro de 2024 | [ 17 ] [ 18 ]                                    | Movimento Democrático Brasileiro (MDB)         | João Vitor Barros Amorim             | 2020                          |                                            |
| 22 | Wladimir Araújo Wanderley     |                                                | 1º de janeiro de 2025 – 31 de dezembro de 2028   | Movimento Democrático Brasileiro (MDB)         | Mirabeau Amorim Madeiros             |                               | 2024                                       |